# 1902 dans les parcs de loisirs
| Années des parcs de loisirs : 1899 - 1900 - 1901 - 1902 - 1903 - 1904 - 1905    |
| Décennies des parcs de loisirs : 1870 - 1880 - 1890 - 1900 - 1910 - 1920 - 1930 |

## Les parcs d'attractions

### Ouverture
- Canobie Lake Park ( États-Unis)
- The Pike (en) ( États-Unis)

### Fermeture
- Sea Lion Park ( États-Unis)

## Les attractions

### Montagnes russes
| Nom de l'attraction           | Type                     | Constructeur         | Parc            | Pays       |
| ----------------------------- | ------------------------ | -------------------- | --------------- | ---------- |
| 3 Way Figure 8 Toboggan Slide |                          |                      | Exposition Park | États-Unis |
| Cannon Coaster                | Montagnes russes en bois | George Francis Meyer | Coney Island    | États-Unis |
| Figure Eight                  | Montagnes russes en bois | T. M. Harton         | Waldameer Park  | États-Unis |
| Leap The Dips                 | Montagnes russes en bois | Edward Joy Morris    | Lakemont Park   | États-Unis |

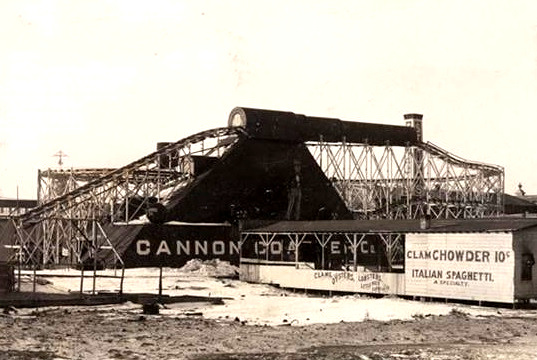
Cannon Coaster à Coney Island
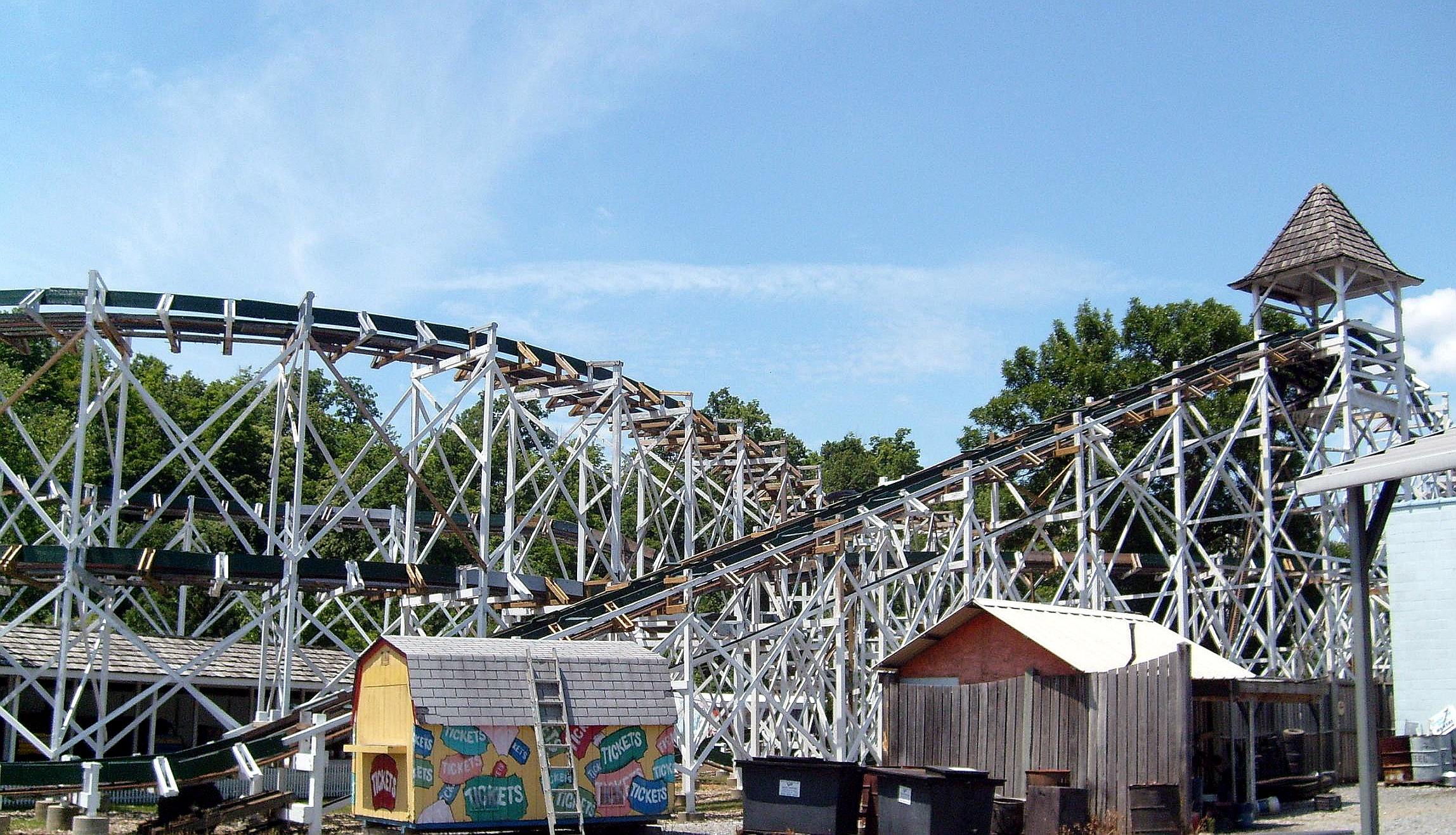
Leap The Dips à Lakemont Park

### Autres attractions

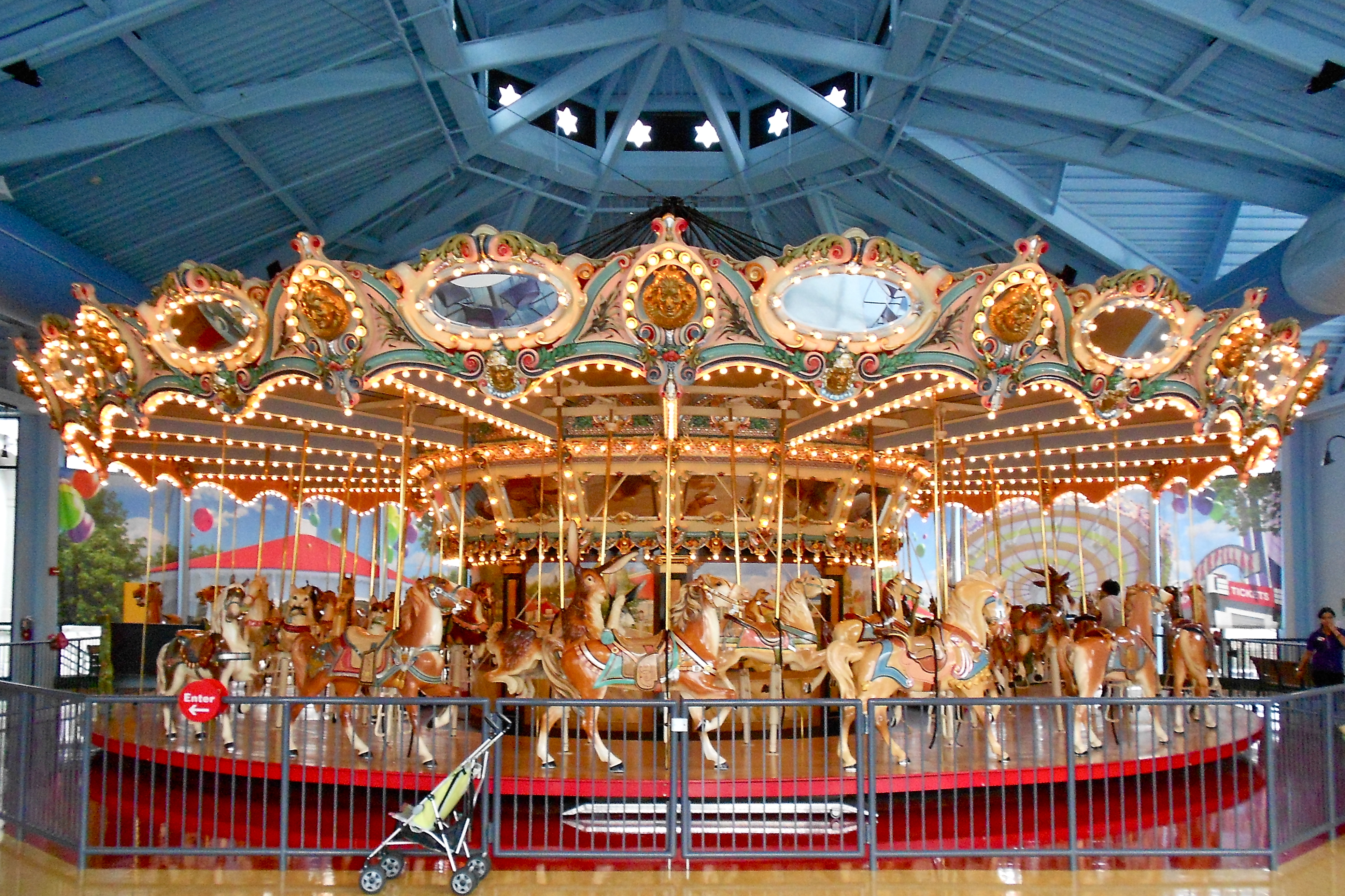
Woodside Park Dentzel Carousel aujourd'hui exposé au

| Nom                            | Type/Modèle | Constructeur             | Parc              | Pays       |
| ------------------------------ | ----------- | ------------------------ | ----------------- | ---------- |
| Antique Carousel               | Carrousel   | Dentzel Carousel Company | Canobie Lake Park | États-Unis |
| Carousel                       | Carrousel   | Dentzel Carousel Company | Robison Park      | États-Unis |
| Woodside Park Dentzel Carousel | Carrousel   | Dentzel Carousel Company | Woodside Park     | États-Unis |

- Woodside Park Dentzel Carousel aujourd'hui exposé au Please Touch Museum (en)